# CD74
CD74 (англ. CD74 molecule) – білок, який кодується однойменним геном, розташованим у людей на короткому плечі 5-ї хромосоми.  Довжина поліпептидного ланцюга білка становить 296 амінокислот, а молекулярна маса — 33 516.
| 10         |  | 20         |  | 30         |  | 40         |  | 50         |
| ---------- |  | ---------- |  | ---------- |  | ---------- |  | ---------- |
| MHRRRSRSCR |  | EDQKPVMDDQ |  | RDLISNNEQL |  | PMLGRRPGAP |  | ESKCSRGALY |
| TGFSILVTLL |  | LAGQATTAYF |  | LYQQQGRLDK |  | LTVTSQNLQL |  | ENLRMKLPKP |
| PKPVSKMRMA |  | TPLLMQALPM |  | GALPQGPMQN |  | ATKYGNMTED |  | HVMHLLQNAD |
| PLKVYPPLKG |  | SFPENLRHLK |  | NTMETIDWKV |  | FESWMHHWLL |  | FEMSRHSLEQ |
| KPTDAPPKVL |  | TKCQEEVSHI |  | PAVHPGSFRP |  | KCDENGNYLP |  | LQCYGSIGYC |
| WCVFPNGTEV |  | PNTRSRGHHN |  | CSESLELEDP |  | SSGLGVTKQD |  | LGPVPM     |

A: Аланін

C: Цистеїн

D: Аспарагінова кислота

E: Глутамінова кислота

F: Фенілаланін

G: Гліцин

H: Гістидин

I: Ізолейцин

K: Лізин

L: Лейцин

M: Метіонін

N: Аспарагін

P: Пролін

Q: Глутамін

R: Аргінін

S: Серин

T: Треонін

V: Валін

W: Триптофан

Кодований геном білок за функціями належить до шаперонів, фосфопротеїнів. 
Задіяний у таких біологічних процесах як адаптивний імунітет, імунітет, альтернативний сплайсинг. 
Локалізований у клітинній мембрані, мембрані, ендоплазматичному ретикулумі, лізосомі, апараті гольджі, ендосомах.